# Твориничи
Твориничи (укр. Твориничі) — село в Локачинской поселковой общине Владимирского района Волынской области Украины.
До 2020 года входило в Локачинский район.
Код КОАТУУ — 0722483405. Население по переписи 2001 года составляет 172 человека. Почтовый индекс — 45533. Телефонный код — 3374. Занимает площадь 540 км².